# Valledolmo
Valledolmo település Olaszországban, Szicília régióban, Palermo megyében. Lakosainak száma 3174 fő (2023. január 1.). Valledolmo Alia, Sclafani Bagni, Castronovo di Sicilia és Vallelunga Pratameno községekkel határos.

## Népesség
A település lakossága az elmúlt években az alábbi módon változott:
| Lakosok száma | 3552 | 3500 | 3174 |
|               | 2017 | 2018 | 2023 |